# Claudio Marchisio
Claudio Marchisio (Turín, 19 de enero de 1986) es un exfutbolista italiano que jugaba de centrocampista. Fue profesional entre 2006 y 2019.

## Trayectoria

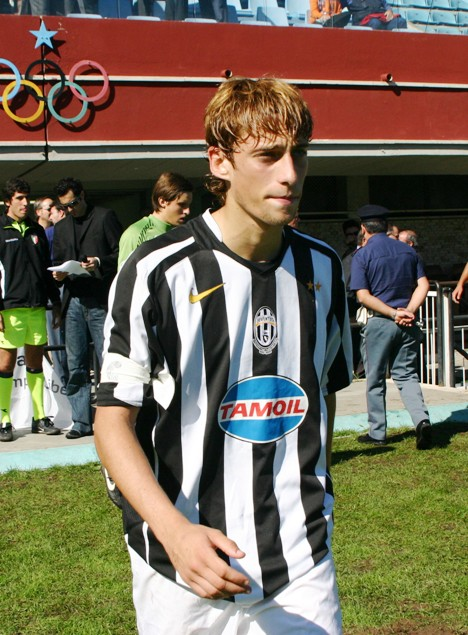
Marchisio en 2005.

Marchisio nació en Turín y se crio en Chieri, una comunidad cercana a Turín. Cuando era niño, desarrolló un interés en el fútbol y fue descubierto durante un partido de exhibición, antes de incorporarse a la cantera de la Juventus F. C. a los siete años de edad. Mientras estaba en la cantera juventina, jugó como segundo delantero, hasta que se cambió al centro del campo a la edad de dieciséis años. Durante las temporadas 2004-05 y 2005-06 fue convocado por primera vez por Fabio Capello pero se mantuvo en el banquillo de suplentes. 
Después de ser incluido en los amistosos de pretemporada, fue promovido al primer equipo de forma permanente tras el descenso de la Juventus a la Serie B. El 19 de agosto de 2006, hizo su debut en el primer equipo en la Copa Italia 2006-07 durante la primera ronda, en la victoria por 3-0 sobre el A. S. Martina. Su debut en la Serie B se produjo el 28 de octubre contra el Frosinone Calcio como suplente de David Trezeguet y realizó su primer partido como titular en el siguiente encuentro contra el Brescia Calcio.

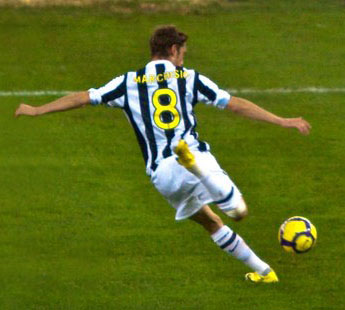
Claudio Marchisio disputando un encuentro con la Juventus en 2009.

Conforme avanzaba la temporada se estableció como pilar en el esquema del entrenador Didier Deschamps y terminó la temporada como primera opción de volante central. Puso fin a una buena temporada con una asistencia para Alessandro Del Piero en la goleada por 5-1 ante el U. S. Arezzo, un resultado que logró una promoción inmediata a la Serie A matemáticamente. El 25 de julio de 2007, fue cedido al Empoli F. C. para la campaña 2007-08, junto con sus compañeros de equipo Sebastian Giovinco y Rey Volpato para ganar experiencia en el primer equipo.
Hizo su debut en la Serie A el 26 de agosto contra la Fiorentina y su debut europeo al mes siguiente en la Copa de la UEFA 2007-08 contra el F. C. Zürich. A pesar de que no anotó ningún gol, dio dos asistencias vitales y fue titular habitual para el club toscano. Después de su buen desempeño con el Empoli, regresó a la Juventus para la temporada 2008-09 e hizo su debut en la Liga de Campeones de la UEFA jugando los 90 minutos contra el Artmedia Petržalka en la tercera fase de clasificación. Cinco días después de su vigésimo tercer cumpleaños, marcó su primer gol de la Serie A, el gol de la victoria ante la Fiorentina. Su temporada se vio interrumpida por una serie de lesiones menores en abril, que dio lugar a ser marginado por casi un mes. Regresó al once inicial en la penúltima jornada, marcando un gol y dando asistencia.

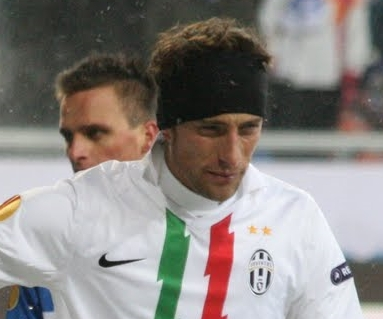
Marchisio durante un partido ante el Lech Poznań en 2010.

Durante la temporada 2009-10, sufrió una lesión de rodilla en la derrota ante el U. S. Palermo a principios de octubre. Después de la cirugía, estuvo fuera de acción durante un mes y medio e hizo su reaparición como sustituto en la fase de grupos de la Liga de Campeones de la UEFA 2009-10 ante el Girondins de Burdeos el 25 de noviembre. El 5 de diciembre de 2009, marcó el gol en la victoria por 2-1 sobre el Inter de Milán en el derbi de Italia. El 11 de marzo de 2010, en la ronda eliminatoria de la UEFA Europa League 2009-10 ante el Fulham F. C., fue elegido capitán del equipo por primera vez cuando David Trezeguet le entregó el brazalete de capitán tras ser sustituido en el minuto 62.
A pesar de una decepcionante campaña en la Copa del Mundo, inició la temporada como primera elección bajo la dirección técnica de Luigi Delneri. En el mes de septiembre disputó su partido número 100 con la camiseta bianconera en la victoria por 4-0 sobre el Udinese Calcio. El 17 de mayo de 2011, la Juventus anunció que Marchisio había firmado un nuevo y mejorado contrato por cinco años. Comenzó la temporada 2011-12 con un gol en el partido inaugural ante el Parma F. C., y anotó un doblete en la victoria por 2-0 ante el A. C. Milan.
Para la temporada 2018-19 salió rumbo a San Petersburgo para jugar con la camiseta del Zenit.
El 3 de octubre de 2019 anunció su retiro como futbolista profesional.

## Selección nacional

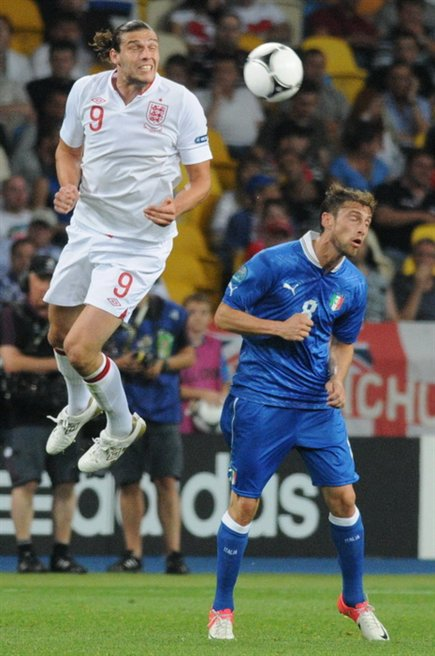
Claudio jugando un partido de la Eurocopa 2012.

El 1 de junio de 2007 debutó con la selección sub-21 en un encuentro de clasificación para la Eurocopa Sub-21 de 2009 ante Albania. Sólo disputó los diez primeros minutos del partido ya que al rematar hacia el arco sufrió una lesión y tuvo que ser sustituido por Robert Acquafresca. En mayo de 2008 disputó el Torneo Esperanzas de Toulon con la selección sub-23. En este torneo anotó un gol desde una distancia de 11 metros ante el seleccionado de Turquía a la que derrotaron por 2-1.
Fue convocado para el torneo de fútbol de los Juegos Olímpicos de Pekín 2008 aunque sólo participó en un encuentro ya que sufrió una lesión y tuvo que regresar a Italia. En mayo de 2009 regresó a la selección sub-21 y el técnico Pierluigi Casiraghi lo incluyó en la plantilla italiana que disputó la Eurocopa de 2009. En el campeonato jugó cada partido y, a pesar de perderse las semifinales ante Alemania por sanción, fue uno de los futbolistas más destacados del torneo. Con la selección absoluta ha sido internacional en 55 ocasiones y ha marcado 5 goles. Debutó el 12 de agosto de 2009, en un encuentro amistoso ante la selección de Suiza que finalizó con marcador de 0-0.
Un mes más tarde jugó un partido de clasificación para la Copa Mundial de Fútbol de 2010 frente a Bulgaria. Sin embargo, se vio obligado a retirarse de los partidos restantes de clasificación contra Irlanda y Chipre después de lesionarse el menisco de la rodilla. Finalmente fue convocado para disputar el Mundial, donde fueron eliminados en la primera fase. Su primer gol con la selección mayor lo marcó el 7 de octubre de 2011 en el empate 1-1 ante Serbia. Fue incluido en la lista definitiva para la Eurocopa 2012. La azzurra empezó con un empate a 1 contra España, primero marcó Di Natale y a los 2 minutos, Fàbregas empató el partido.
En el segundo encuentro, se enfrentó a Croacia en el que volvieron a quedar empate a 1 tras un gol de Andrea Pirlo y otro de Mario Mandžukić. Llegó el último partido de la fase de grupos y la azzurra se encontraba en peligro ya que si España y Croacia empataban a 2, quedarían eliminados. España ganó 1-0 a Croacia e Italia 2-0 a Irlanda con goles de Antonio Cassano y Mario Balotelli. En los cuartos de final, empataron a 0 con Inglaterra pero ganaron 4-2 en los penaltis y pasaron a las semifinales donde derrotaron a Alemania 2-1 y se clasificaron para la final ante España, que finalmente obtuvo el título gracias a una victoria por 4-0. El 13 de mayo de 2014 el entrenador de la selección italiana, Cesare Prandelli, lo incluyó en la nómina preliminar de 30 jugadores convocados para la Copa Mundial de Fútbol de 2014. Fue confirmado en la lista definitiva de 23 jugadores el 1 de junio.

### Participaciones en Copas del Mundo
| Mundial                        | Sede      | Resultado    | Partidos | Goles |
| ------------------------------ | --------- | ------------ | -------- | ----- |
| Copa Mundial de Fútbol de 2010 | Sudáfrica | Primera fase | 2        | 0     |
| Copa Mundial de Fútbol de 2014 | Brasil    | Primera fase | 3        | 1     |

### Participaciones en Eurocopas
| Eurocopa                | Sede              | Resultado  | Partidos | Goles |
| ----------------------- | ----------------- | ---------- | -------- | ----- |
| Eurocopa Sub-21 de 2009 | Suecia            | Semifinal  | 3        | 0     |
| Eurocopa 2012           | Polonia y Ucrania | Subcampeón | 6        | 0     |

### Participaciones en Copas FIFA Confederaciones
| Copa                      | Sede   | Resultado  | Partidos | Goles |
| ------------------------- | ------ | ---------- | -------- | ----- |
| Copa Confederaciones 2013 | Brasil | 3.er lugar | 4        | 0     |

## Estadísticas

### Clubes
Actualizado a fin de carrera deportiva
| Club | Div.                | Temporada           | Liga  | Liga  | Liga   | Copas nacionales(1) | Copas nacionales(1) | Copas nacionales(1) | Copas internacionales(2) | Copas internacionales(2) | Copas internacionales(2) | Otras competencias(3) | Otras competencias(3) | Otras competencias(3) | Total | Total | Total  |
| Club | Div.                | Temporada           | Part. | Goles | Asist. | Part.               | Goles               | Asist.              | Part.                    | Goles                    | Asist.                   | Part.                 | Goles                 | Asist.                | Part. | Goles | Asist. |
| --- | ------------------- | ------------------- | ----- | ----- | ------ | ------------------- | ------------------- | ------------------- | ------------------------ | ------------------------ | ------------------------ | --------------------- | --------------------- | --------------------- | ----- | ----- | ------ |
| Juventus · Italia | 2.ª                 | 2006-07             | 25    | 0     | 0      | 1                   | 0                   | 0                   | -                        | -                        | -                        | -                     | -                     | -                     | 26    | 0     | 0      |
| Juventus · Italia | Total               | Total               | 25    | 0     | 0      | 1                   | 0                   | 0                   | -                        | -                        | -                        | -                     | -                     | -                     | 26    | 0     | 0      |
| Empoli · Italia | 1.ª                 | 2007-08             | 26    | 0     | 1      | 1                   | 0                   | 0                   | 2                        | 0                        | 0                        | -                     | -                     | -                     | 29    | 0     | 1      |
| Empoli · Italia | Total               | Total               | 26    | 0     | 1      | 1                   | 0                   | 0                   | 2                        | 0                        | 0                        | -                     | -                     | -                     | 29    | 0     | 1      |
| Juventus · Italia | 1.ª                 | 2008-09             | 24    | 3     | 2      | 2                   | 0                   | 0                   | 6                        | 0                        | 0                        | -                     | -                     | -                     | 32    | 3     | 2      |
| Juventus · Italia | 1.ª                 | 2009-10             | 28    | 3     | 3      | 0                   | 0                   | 0                   | 7                        | 0                        | 1                        | -                     | -                     | -                     | 35    | 3     | 4      |
| Juventus · Italia | 1.ª                 | 2010-11             | 32    | 4     | 4      | 1                   | 0                   | 0                   | 8                        | 0                        | 0                        | -                     | -                     | -                     | 41    | 4     | 4      |
| Juventus · Italia | 1.ª                 | 2011-12             | 36    | 9     | 4      | 3                   | 1                   | 0                   | -                        | -                        | -                        | -                     | -                     | -                     | 39    | 10    | 4      |
| Juventus · Italia | 1.ª                 | 2012-13             | 29    | 6     | 5      | 2                   | 0                   | 0                   | 8                        | 2                        | 3                        | 1                     | 0                     | 1                     | 40    | 8     | 9      |
| Juventus · Italia | 1.ª                 | 2013-14             | 29    | 4     | 1      | 2                   | 0                   | 0                   | 11                       | 0                        | 1                        | 1                     | 0                     | 0                     | 43    | 4     | 2      |
| Juventus · Italia | 1.ª                 | 2014-15             | 35    | 3     | 8      | 4                   | 0                   | 1                   | 12                       | 0                        | 1                        | 1                     | 0                     | 0                     | 52    | 3     | 10     |
| Juventus · Italia | 1.ª                 | 2015-16             | 23    | 0     | 2      | 3                   | 0                   | 0                   | 5                        | 0                        | 0                        | 1                     | 0                     | 0                     | 32    | 0     | 2      |
| Juventus · Italia | 1.ª                 | 2016-17             | 18    | 1     | 3      | 2                   | 0                   | 0                   | 8                        | 1                        | 1                        | 1                     | 0                     | 0                     | 29    | 2     | 4      |
| Juventus · Italia | 1.ª                 | 2017-18             | 15    | 0     | 1      | 4                   | 0                   | 0                   | 1                        | 0                        | 0                        | 0                     | 0                     | 0                     | 20    | 0     | 1      |
| Juventus · Italia | Total               | Total               | 269   | 33    | 33     | 23                  | 1                   | 1                   | 66                       | 3                        | 7                        | 5                     | 0                     | 1                     | 363   | 37    | 42     |
| Zenit · Rusia | 1.ª                 | 2018-19             | 9     | 2     | 0      | 1                   | 0                   | 0                   | 5                        | 0                        | 0                        | -                     | -                     | -                     | 15    | 2     | 0      |
| Zenit · Rusia | Total               | Total               | 9     | 2     | 0      | 1                   | 0                   | 0                   | 5                        | 0                        | 0                        | -                     | -                     | -                     | 15    | 2     | 0      |
| Total en su carrera | Total en su carrera | Total en su carrera | 329   | 35    | 34     | 26                  | 1                   | 1                   | 73                       | 3                        | 7                        | 5                     | 0                     | 1                     | 433   | 39    | 43     |
| (1)Incluye Copa Italia (2006-18) (2)Incluye Liga de Campeones de la UEFA (2008-10/2012-18) y Liga Europa de la UEFA (2007-08/2009-11/2013-14/2018-19). (3)Incluye Supercopa de Italia (2012-18) |                     |                     |       |       |        |                     |                     |                     |                          |                          |                          |                       |                       |                       |       |       |        |

### Resumen estadístico
| Competición           | Partidos | Goles | Asistencias |
| --------------------- | -------- | ----- | ----------- |
| Serie A               | 295      | 33    | 34          |
| Serie B               | 25       | 0     | 0           |
| Copas nacionales      | 30       | 1     | 2           |
| Copas internacionales | 68       | 3     | 7           |
| Selección de Italia   | 55       | 5     | 4           |
| Total                 | 473      | 42    | 47          |

## Palmarés

### Campeonatos nacionales
| Título                | Club           | País   | Año     |
| --------------------- | -------------- | ------ | ------- |
| Serie B               | Juventus F. C. | Italia | 2006-07 |
| Serie A               | Juventus F. C. | Italia | 2011-12 |
| Supercopa de Italia   | Juventus F. C. | Italia | 2012    |
| Serie A               | Juventus F. C. | Italia | 2012-13 |
| Supercopa de Italia   | Juventus F. C. | Italia | 2013    |
| Serie A               | Juventus F. C. | Italia | 2013-14 |
| Serie A               | Juventus F. C. | Italia | 2014-15 |
| Copa Italia           | Juventus F. C. | Italia | 2014-15 |
| Supercopa de Italia   | Juventus F. C. | Italia | 2015    |
| Serie A               | Juventus F. C. | Italia | 2015-16 |
| Copa Italia           | Juventus F. C. | Italia | 2015-16 |
| Copa Italia           | Juventus F. C. | Italia | 2016-17 |
| Serie A               | Juventus F. C. | Italia | 2016-17 |
| Copa Italia           | Juventus F. C. | Italia | 2017-18 |
| Serie A               | Juventus F. C. | Italia | 2017-18 |
| Liga Premier de Rusia | Zenit          | Rusia  | 2018-19 |

### Distinciones individuales
| Distinción                                       | Año     |
| ------------------------------------------------ | ------- |
| Equipo del Año en la Serie A.                    | 2011    |
| Equipo del Año en la Serie A.                    | 2012    |
| Equipo Ideal de la Liga de Campeones de la UEFA. | 2014-15 |

## Familia

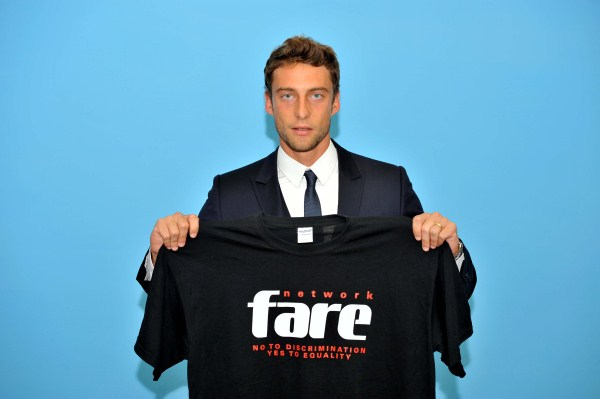
Claudio Marchisio como embajador de FARE (Fútbol Contra el Racismo en Europa).

Claudio Marchisio está casado con Roberta, con quien contrajo matrimonio en junio de 2008. Tiene dos hijos, Davide (nacido en agosto de 2009) y Leonardo (nacido en marzo de 2012). Su esposa es aficionada de uno de los rivales de la Juve, el Torino F. C., ya que su padre solía jugar en los equipos juveniles del club.